# Tubular Beats
Tubular Beats ist ein Remixalbum, das in einer Zusammenarbeit zwischen Mike Oldfield und Torsten Stenzel von der Band York entstanden ist. Es wurde am 1. Februar 2013 veröffentlicht. Anders als frühere Club-Mixe ist das Album eine echte Zusammenarbeit zwischen Oldfield und Stenzel, bei der Teile der originalen Multitrack-Bänder ebenso wie von Oldfield neu eingespielte Bestandteile verwendet wurden. Darüber hinaus singt Tarja Turunen den Titel Never Too Far.
Das Album wurde unter dem Label Edel in Deutschland veröffentlicht, obwohl Oldfield bei Universal/Mercury unter Vertrag ist. Eine Preview des Albumcovers zeigte Oldfields Tubular Bells-Logo in blau und schwarz auf einem weißen Hintergrund.
Ein Promo-Video des Titels Guilty 2013 wurde auf earMusic veröffentlicht und beinhaltete eine gekürzte Fassung des Guilty Elektrofunk Mix. 2011 wurde von Moist Creations ein Screenshot dieses Videos unter dem Namen „Guilty 2011“ veröffentlicht.
Der Titel Tubular Bells 2 (Mike Oldfield & York Remix) ist, anders als die Bezeichnung es vermuten lässt, nicht der Remix eines Titels des Albums Tubular Bells II, sondern ein Remix des Titels Finale des Albums Tubular Bells, in den auch eine Melodielinie aus A Minor Tune des gleichen Albums eingearbeitet ist.

## Titelliste
1. Let There Be Light (York Remix) – 7:35
2. Far Above the Clouds (York Remix) – 7:28
3. Ommadawn (Mike Oldfield & York Remix) – 10:17
4. Guilty (Mike Oldfield & York Remix) – 7:53
5. Tubular Bells (Mike Oldfield & York Remix) – 10:40
6. To France (York & Steve Brian Radio Mix) – 3:35
7. North Star (Mike Oldfield & York Remix) – 4:06
8. Moonlight Shadow (York & Steve Brian Radio Mix) – 3:32
9. Guilty (York & Mike’s Electrofunk Mix) – 4:53
10. Tubular Bells 2 (Mike Oldfield & York Remix) – 7:53
11. Never Too Far (feat. Tarja Turunen) – 8:47